# 브레이크 더 사일런스: 더 무비
《브레이크 더 사일런스: 더 무비》(BREAK THE SILENCE: THE MOVIE)는 한국에서 제작된 박준수 감독의 2020년 다큐멘터리 영화이다. 방탄소년단과 빅히트 엔터테인먼트가 제작한 대한민국의 영화이다. 방탄소년단의 RM 등이 주연으로 출연하였다.

## 배경
이 영화는 2020년 8월 7일 처음 발표되었다. 또, 방탄소년단의 세 번째 영화 브링 더 소울 : 더 무비(2019년)이 8월 28~39일 극장에서 재개봉할 것이며 브레이크 더 사일런스의 프리뷰가 상영될 것이라고 발표하였다.
티켓 판매는 8월 13일에 진행되었으며 이는 영화 예고편이 개봉된 같은 날 이루어졌다.

## 개봉
이 영화는 2020년 9월 9일 개봉하였다.

## 출연

### 주연
- RM
- 진
- 슈가
- 제이홉
- 지민
- 뷔
- 정국